# La Toya Jackson
La Toya Yvonne Jackson (Gary, Indiana, 29 de mayo de 1956) es una cantautora estadounidense de soul & Black Music perteneciente a la familia Jackson. En 1979 emprendió su carrera en solitario.

## Carrera musical
La Toya Yvonne Jackson, miembro de la Familia Jackson, inicia su carrera en 1980, con su padre como mánager. Ese año lanza su álbum debut "La Toya Jackson", el cual tuvo la participación de su fallecido hermano Michael Jackson en la canción Night Time Lover. El primer sencillo del álbum If you feel the Funk logró entrar en el Top de las listas R&B.
En 1981 publicó su segundo álbum, My Special Love que apenas tuvo repercusión.
La Toya lanzó en 1984 su álbum más vendido hasta el momento, Heart Don't Lie, con sencillos que tuvieron un notable éxito. El sencillo que daba título al álbum se posicionó en el Billboard Hot 100, su única entrada en esta lista hasta la fecha.
Su siguiente álbum, Imagination, se publicó en 1986 y fue un fracaso comercialmente. En 1987 su mánager pasó a ser Jack Gordon, con quien se casaría en 1989, y se divorciaría en 1996 tras una relación abusiva y una denuncia por malos tratos.
En 1988 lanzó el sencillo You're Gonna Get Rocked. El álbum La Toya, publicado ese mismo año, incluyó una canción llamada Just Say no, perteneciente a una campaña antidroga. El álbum fue producido por los productores Full Force o Stock, Aitken & Waterman, entre otros.
El resto de sus álbumes no tuvieron éxito, incluyendo dos discos de versiones. Su último disco publicado hasta la fecha es de 1995.
En 2000 firmó para realizar un álbum con Ja-tail Records. El álbum Startin' Over se iba a realizar en 2004, pero por problemas de distribución se aplazó hasta 2005. Este incluyó los sencillos Just Wanna Dance y Free The World que tuvieron un notable éxito en las listas Dance del Billboard. La publicación del álbum ha sido continuamente aplazada durante cinco años y de momento no hay una fecha concreta de salida al mercado.
En 2021 participó en la segunda versión del programa de Antena 3, Mask Singer: adivina quién canta, siendo la primera eliminada.

## Playboy
La Toya apareció en 1989 completamente desnuda en la revista Playboy. En 1991 volvería a ser portada de la revista con motivo de la publicación de su autobiografía.

## Crecer en la familia Jackson
En 1991 La Toya lanzó su controvertida autobiografía La Toya: Growing up in the Jackson Family en la cual acusaba a su padre de abusos a ella y a su hermana Maureen. Pero al parecer, según La Toya era obra de Gordon (su exesposo), que escribió la mitad del libro, y que le había obligado a escribir mentiras para ganar millones.

## Armed & Famous
En 2007 La Toya es contratada para realizar un reality show para la CBS llamado Armed & Famous, consistente en entrenar a celebridades para ser policías.
En el programa, La Toya demostró tener fobia a los gatos, ya que se había encerrado en un auto de policía.
Para la ocasión, La Toya grabó una canción con el mismo nombre que el programa, pero debido a su pronta cancelación por baja audiencia, editó el sencillo I dont Play that.

## Big Brother Celebrity 2009
La Toya apareció en Gran Hermano de Celebridades en la temporada de 2009. Concurso que ya abandonó. La Toya apareció posteriormente en varios shows de TV de Inglaterra, comentado su experiencia en el programa.

## Home(2009-presente)
La Toya tenía ya pensado lanzar un disco llamado Love, pero después de la muerte de su hermano Michael Jackson el 25 de junio de 2009, ella lanzó Home en el mes de julio, disponible en iTunes con un video. El video fue lanzado el 31 de agosto. Todo lo recaudado del disco y del video serán donados para la busca de la cura del VIH, una de las fundaciones preferidas de Michael.

## RuPaul's Drag(Dark) Queen Race
En el episodio cuatro y trece de la tercera temporada y en el sexto de la quinta temporada, es invitada como jueza especial para evaluar a los concursantes.
Además sale en el episodio catorce de la quinta temporada como invitada especial.

## Discografía
| Año  | Título                               | Discográfica    | Chart USA | Chart UK! |
| ---- | ------------------------------------ | --------------- | --------- | --------- |
| 1980 | La Toya Jackson                      | Polydor         | #11       | #17       |
| 1981 | My Special Love                      | Polydor         | #17       | #24       |
| 1984 | Heart Don't Lie                      | Epic            | #14       | Out       |
| 1986 | Imagination                          | Private I       | 66        | Out       |
| 1988 | La Toya                              | RCA             | 89        | Out       |
| 1989 | Bad Girl                             | Sherman Records | 103       | --        |
| 1991 | No Relations                         | Pump Records    | 111       | Out       |
| 1993 | From Nashville to You                | Mar-Gor Records | --        | --        |
| 1994 | Stop in the Name of Love             | CMC Records USA | --        | --        |
| 1996 | Stop In The Name of Love [Reedición] | BCI Records     | Out       | --        |
| 2002 | Startin' Over                        | Ja-Tail         | NV        | NV        |